# Gavià caspi
El gavià caspi (Larus cachinnans) és un ocell marí de la família dels làrids (Laridae) d'hàbits costaners, cria als mars Negre i Caspi i el Kazakhstan oriental. Passa l'hivern a l'Àsia meridional, Orient Mitjà i est d'Àfrica del Nord. És una de les espècies que surt com a resultat de la separació de Larus argentatus.